# CNOOC Building
El CNOOC Headquarters Building (en chino simplificado: 中海油总部大楼; en chino tradicional: 中海油總部大樓; en pinyin: Zhōnghǎiyóu zǒngbù dàlóu) es un edificio situado en el distrito de Dongcheng de Pekín (China). Es la sede corporativa de China National Offshore Oil Corporation, una de las dos compañías petroleras estatales del país. Fue diseñado por el estudio de arquitectura neoyorquino Kohn Pedersen Fox (KPF) y se inauguró en 2006.

## Diseño
Según KPF, los aspectos del diseño del edificio están destinados a evocar la industria del petróleo. Tiene la forma de un triángulo con esquinas redondeadas, que se ensancha suavemente hacia afuera, como para sugerir la proa de un petrolero. En su nivel básico, el edificio está respaldado por piloti, lo que sugiere que las torres de perforación de petróleo en alta mar son la principal fuente de producto de la empresa. Los jardines también están diseñados para sugerir la superficie del océano. 
El edificio está destinado a ser una contraparte del gran edificio del Ministerio de Relaciones Exteriores en la esquina opuesta de la intersección de la Segunda Carretera de Circunvalación y la calle Chaoyangmen. En su interior tiene un atrio central iluminado por un triforio superior.  Los jardines del cielo alrededor del atrio están destinados a facilitar reuniones informales e improvisadas entre los empleados. Afuera, un patio occidental, protegido de la concurrida calle por un podio en forma de L de tres pisos y al que se accede a través de una puerta de entrada de gran tamaño, está destinado a invitar a los visitantes a explorar el edificio. 
La reacción local al edificio lo ha visto de otra manera. Muchos residentes pensaron que, en lugar de parecerse a un barco o una torre de perforación de petróleo, el edificio parecía una taza de inodoro, particularmente un modelo sin tanque que Kohler comercializaba en China. Más tarde, un anunciante local colocó una valla publicitaria que promocionaba ese baño en lo alto de un edificio al otro lado de la carretera de circunvalación.